# Nils Kjellström (1925–2012)
Nils Olof Wilhelm Kjellström, född 12 september 1925 i Malmö, död 12 februari 2012, var en svensk väg- och vattenbyggnadsingenjör och idrottsledare. Han var son till Nils Kjellström (1892–1979).
Efter studentexamen i Malmö 1943 utexaminerades Kjellström från Chalmers tekniska högskola i Göteborg 1952. Han blev ingenjör vid AB Skånska Cementgjuteriet i Kalmar 1952, i Halmstad 1955 och blev överingenjör där 1964. Han var kapten i Väg- och vattenbyggnadskåren samt styrelseledamot i Halmstads Järnvaru AB och Göteborgs Bank i Halmstad. 
Kjellström var ordförande i Halmstads BK 1965–1968, något som innebar att bättre relationer kom att etableras mellan klubben och näringslivet. AB Skånska Cementgjuteriet blev därigenom även en viktig sponsor för verksamheten. Kjellström är gravsatt i minneslunden på Snöstorps kyrkogård.